# Vent de couloir

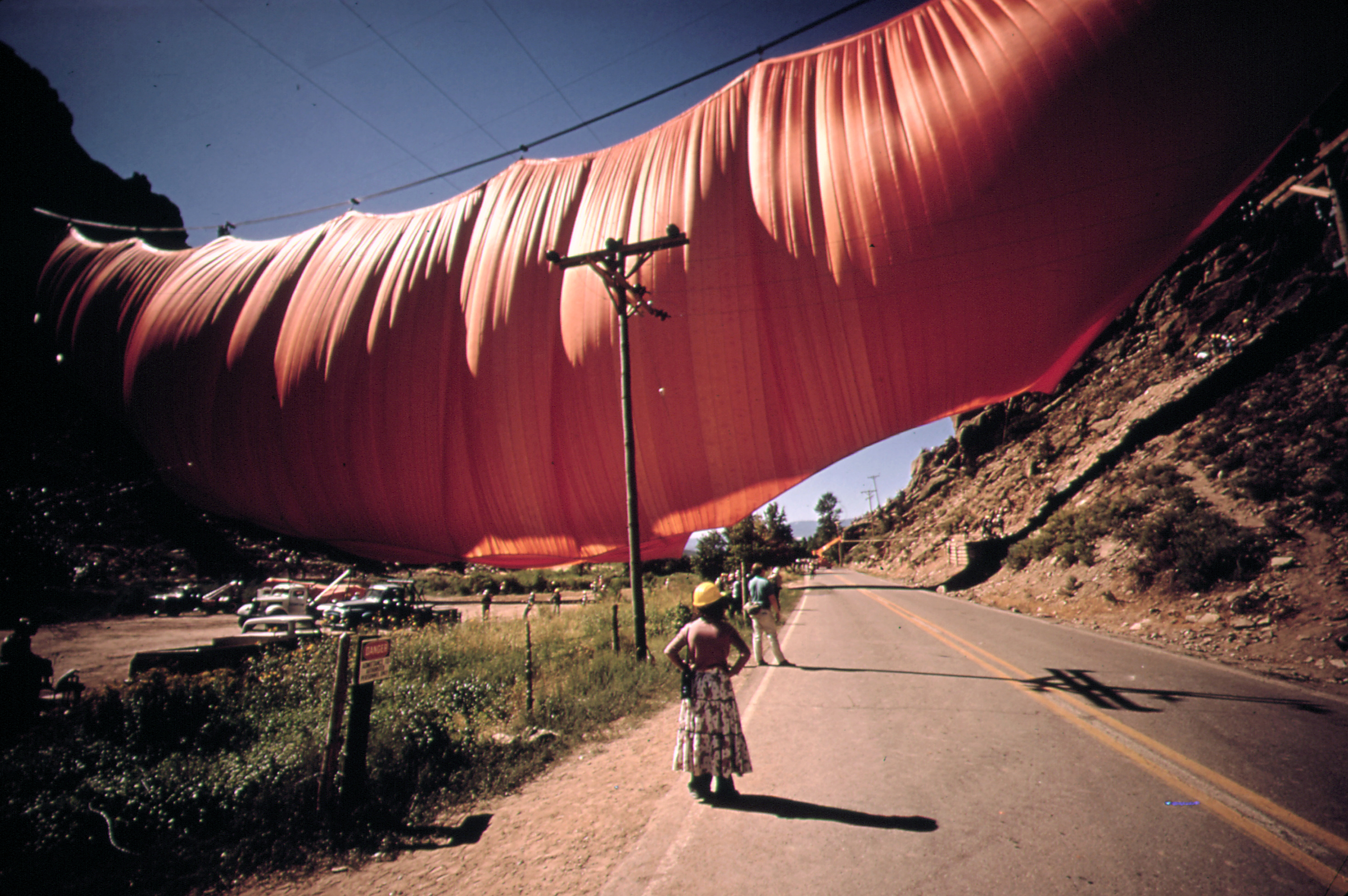
Œuvre de l'artiste Christo Javacheff : un rideau étendu en travers d’un canyon. Il était gonflé par le vent qui l'arracha le jour même.

Le vent de couloir est un vent fortement accéléré par l'effet Venturi induit par le rétrécissement d'une vallée, d'un canyon ou au moment de sa circulation entre deux montagnes. La vitesse dépend de plusieurs facteurs et peut atteindre plus de 100 km/h.

## Principe

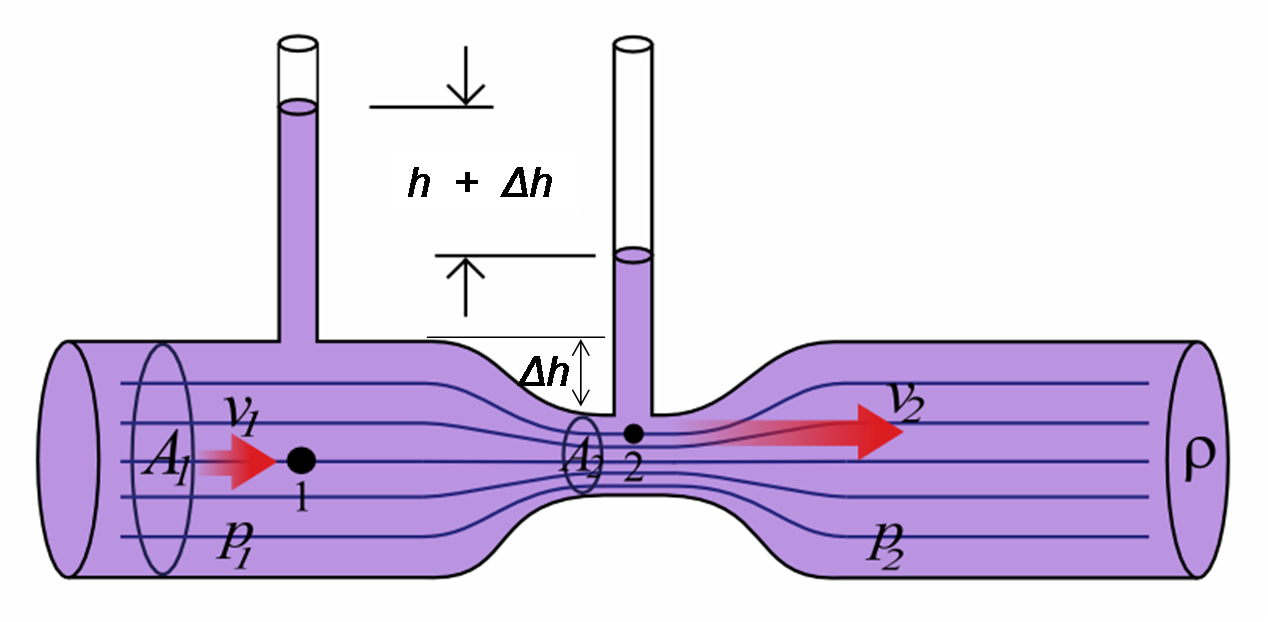
Schématisation de l'effet Venturi. La pression au point 1 est plus grande qu'au point 2. Et la vitesse du fluide au point 2 est plus grande qu'au point 1.

Le vent dans une région montagneuse est le résultat de la circulation atmosphérique générale au-dessus de la région considérée et des effets locaux de friction. Lorsque l'air doit passer par un rétrécissement du relief d'une vallée, il subit un effet Venturi alors que le volume d'air est comprimé en approchant le rétrécissement. En effet, lorsque le débit de fluide est constant et que le diamètre diminue, la vitesse augmente selon le théorème de Bernoulli par conservation de l'énergie : l’augmentation d'énergie cinétique se traduit par une diminution d'énergie élastique, c'est-à-dire une dépression.
L'accélération dépend également de la stabilité de l'air. Lorsque l'air est très stable, il est contraint de passer par le rétrécissement. Par contre, s'il est instable, une partie peut le contourner par le haut. L'accélération sera donc très variable. En général, les vents de couloir les plus puissants se produisent lors d'inversions thermiques, particulièrement lors du refroidissement nocturne dans les vallées ou lors du passage d’une dépression météorologique importante.
La vitesse dans le rétrécissement dépend donc de la stabilité de l'air, de la hauteur des montagnes ou des collines, du taux de rétrécissement, de la rugosité du sol et de la vitesse en amont de l'obstacle. Ces vents peuvent atteindre plus de 100 km/h dans certains cas.

## Exemples
Toutes zones géographiques accidentées,  et notamment les plaines et les vallées encaissées entre deux massifs, un vent de couloir peut souffler violemment par rétrécissement de la zone de passage du flux d'air (effet venturi).

### France
Dans le sud de la France, trois vents de couloirs sont connus pour leur effet asséchant et leurs fortes rafales : le mistral, qui emprunte la vallée du Rhône où il accélère, et la tramontane qui emprunte le sud du Massif central et le nord des Pyrénées. Il a également le vent du Midi qui souffle dans les hautes vallées de l'Allier et de la Loire et qui peut être violent dans les vallées, tandis que sur les hauts-plateaux du Massif central ce vent sera beaucoup plus modéré.

### Espagne
Le Cierzo, vent de secteur Nord-Ouest soufflant dans la vallée de l'Ebre au nord de l'Espagne. Ce vent sec et souvent violent souffle à Saragosse et dans toute la plaine aragonaise, et qui s'accélère en passant entre les Pyrénées au nord et la Meseta Centrale au sud.
Le Levant, un vent d’est venant de la mer Méditerranée, s’engouffre dans le détroit de Gibraltar, il produit le même effet. 
Le Poniente, soufflant de l'ouest depuis l'océan Atlantique, est l'opposé du Levant.

### Amérique du Nord
Une autre région affectée par ce type de vent se situe dans le détroit de Juan de Fuca entre les montagnes Olympiques et l'île de Vancouver dans l'ouest de l'Amérique du Nord sur une longueur est-ouest de 150 km et une largeur de 20 à 30 km. Quand une circulation s'établit entre un anticyclone et une dépression, de part et d'autre du détroit, elle doit donc passer par ce goulot et accélère. Ceci se produit un vent fort d'est ou d'ouest, selon la position des systèmes.

### Mexique
Le vent de Tehuano est un vent de couloir violent qui traverse le col de Chivela dans le sud du Mexique à travers l'isthme de Tehuantepec et souffle dans le golfe de Tehuantepec.

## Effets
Le vent de couloir peut être particulièrement violent et localisé. Il affecte la navigation, le vol aérien à basse altitude et les populations. Bien qu'il soit prévisible, le manque de stations d'observation dans la région affectée peut mener à une sous-estimation de ce phénomène de la couche limite. Par exemple, le 30 mars 1982, lors d'un exercice de parachutage de la 82e division aéroporté des États-Unis en Alaska, les vents mesurés en aval et en amont d'une zone de saut étaient de 11 à 18 km/h. Ces vitesses étaient considérés comme sans danger mais le saut s'était effectué dans une zone encaissée du relief dans laquelle le vent réel fut estimé plus tard à 64 km/h. Six soldats perdirent la vie et 158 furent blessés quand ils furent déportés sur le terrain accidenté.
Plus globalement, les vents de couloir affectent le climat local d'une région (ex. sud de la France), ainsi que la végétation. Les rafales peuvent aussi atteindre plus de 100 km/h et causer des dégâts matériels ou causer une tempête de sable ou de poussière. Ils vont également aider à propager de violents incendies naissant dans les zones concernées.